# Largonji
Largonjem, louchébem, louchébème, loucherbem
Le largonji est un ensemble de procédés de déformation qui se sont développés en argot à partir de la fin du XVIIIe siècle ou du début du XIXe siècle : il a ainsi commencé à être à l'origine des mots largue et larque pour marque (« femme »), lomben pour bon, La Lorcefé pour La Force, etc..
Le mot largonji – issu, par une forme du procédé qu'il désigne, de la déformation du mot jargon – est attesté pour la première fois en 1881 dans la nouvelle édition de La Chanson des gueux  de Jean Richepin ; il a été utilisé par les spécialistes de l'argot et notamment par Gaston Esnault dans son Dictionnaire historique des argots français pour regrouper différents procédés de même type. Le mot largonjem est une forme suffixée de largonji.
L'une des formes principales de largonji est le loucherbem (à prononcer « louchébèm ») . Elle a été davantage étudiée, si bien que, dans la suite de cet article, l'accent est davantage mis sur le loucherbem que sur le largonji.
Le loucherbem, écrit aussi louchébem ou louchébème et parfois abrégé en louchebem ou louch'bem, est un jargon essentiellement employé dans le milieu professionnel des bouchers.
Le mot loucherbem – issu de la déformation par largonji du mot boucher, recensée dans un répertoire d'argot pour la première fois vers 1876 sous la forme luchebem (d'après le Dictionnaire historique d'argot de Lorédan Larchey en 1878), mais sans doute antérieure – a été utilisé à partir de la fin du XIXe siècle pour désigner le largonji des louchébems (« jargon des bouchers »), autrement dit l'argot des bouchers. Le louchébem reste au XXIe siècle connu et utilisé dans cet univers professionnel.[Passage problématique]

## Définition
Le louchébem est un largonji (jargon). Le lexicographe Gaston Esnault explique ainsi le second terme (article largonji) en commençant par décrire la variante principale du procédé :  « Cette déformation des mots substitue l à la consonne initiale de la première syllabe, ou — si le mot commence par un l ou par une voyelle — de la syllabe suivante, et rétablit, en fin de mot, la consonne étymologique, avec un suffixe libre. »
Strictement, selon certains auteurs mais cela n'est pas confirmé par les faits (voir exemples ci-dessous), le louchébem serait une « variété plus rigide de largonji [dans laquelle] la terminaison en èm [serait] obligatoire ».

## Histoire
Comme l'indiquait Gaston Esnault à l'article louchébème ou loucherbem de son Dictionnaire historique des argots français (1965), le louchébem ne semble pas avoir été conçu par les bouchers de Paris. Les plus anciens mots issus du procédé, qui, par déformation du mot jargon, sera appelé largonji, se trouvent recensés dans l'argot des classes dites dangereuses de la première moitié du XIXe siècle : lomben pour bon dans le glossaire argotique de Louis Ansiaume, forçat au bagne de Brest en 1821, La Lorcefé pour La Force (nom d'une prison parisienne) dans Les Mémoires de Vidocq (1828-1829), linspré pour prince dans Les Voleurs (Vidocq, 1836-1837), sans compter les formes anciennes issues d'un largonji sans report de consonne initiale à la fin ni "suffixe" (larque et largue pour marque "femme" chez Ansiaume 1821, lousse pour pousse "gendarmerie" dans Dictionnaire d'argot de 1827, etc.). Le premier mot attesté de la déformation avec -em est lombem pour bon dans une lettre d'un malfaiteur (journal La Patrie de 1852), citée par Michel 1856 et Larchey 1858.
Les premiers témoignages concernant le jargon des bouchers datent de la seconde moitié du XIXe siècle (voir par exemple ci-dessous « largonji des louchersbem » dans Richepin 1881) et l'usage du terme loucherbem pour parler de ce jargon date de la fin du même siècle (Marcel Schwob & Georges Guieysse l'appellent ainsi dans leur Étude sur l’argot français en 1889).
Certains mots de largonji ou de louchébem sont devenus communs et ont aujourd'hui leur place dans le langage familier. C'est en particulier le cas de loufoque que Pierre Dac, fils de boucher, a contribué à populariser, au point d'être parfois présenté comme l'inventeur-même du mot.

## Création lexicale
Le processus de création lexicale du louchébem se rapproche du verlan et du javanais. On « camoufle » des mots existants en les modifiant suivant une certaine règle : la consonne ou le groupe de consonnes au début du mot est reportée à la fin du mot et remplacée par un « l »,, puis on ajoute un suffixe argotique au choix, par exemple -em/ème, -ji, -oc, -ic, -uche, -ès (en fait -i ou é comme dans largonji ou à loilpé et non ji). Ainsi s-ac se mue en l-ac-s-é, b-oucher en l-oucher-b-em, j-argon en l-argon-j-i, etc.
Le louchébem est d'abord et surtout un langage oral, et l'orthographe en est très souvent phonétisée.
La création lexicale du louchébem est décrite, avant d'autres spécialistes de l'argot, par le lexicographe Lorédan Larchey dans ses Excentricités du langage français de la Revue anecdotique dès 1858 à l'article EM (parler en), sans aucune référence au jargon des bouchers. Cet article est remanié dans les éditions de 1861, 1862 et 1865 de son dictionnaire, devenant dans cette dernière LEM (Parler en), toujours sans mention explicite du louchébem. Depuis l'édition de 1858, ce « système » de « transposition » est expliqué rudimentairement de la façon suivante : « Ce système consiste : 1o à ajouter la syllabe lem à chacun des mots qui viennent à la bouche ; 2o à troquer la lettre l de lem contre la première lettre du mot qu’on prononce ».
Si l'on applique cette sorte de clé (on parle aujourd'hui d'« argot à clé ») au nom boucher, il devient « boucher » + « -lem », puis, en troquant l contre b, on obtient « loucherbem ». Enfin, « loucherbem » peut être réécrit « louchébem », ce qui veut dire « boucher » en louchébem.
Cependant, il est essentiel de noter que cette clé n'est pas entièrement respectée par toute personne familière avec le louchébem. Ainsi, il est possible de jouer avec elle en ajoutant par exemple le suffixe « -loque » à la fin d’un mot à la place du suffixe « -lem ». C’est surtout avec les suffixes que jouent les locuteurs et locutrices, car ceci permet le plus de modifications. Cela est crucial pour la reconnaissance identitaire des membres de la corporation bouchère : si une personne non-initiée s’oriente d’après la clé de façon trop prudente, les professionnels et professionnelles vont rapidement constater qu’il ne s’agit pas d’un véritable locuteur, d’une véritable locutrice de louchébem.

## Fonctions du louchébem
Chaque argot comporte des fonctions cryptique et identitaire, ce qui vaut également pour le louchébem. Plus particulièrement, cet argot présente une troisième fonction, nommément une fonction ludique.

### Fonction cryptique
La fonction cryptique d’un argot sert à masquer des mots du français. Ainsi, les bouchers et bouchères traditionnels en profitent par exemple pour cacher des informations de la clientèle : ils échangent des informations sur la viande que la clientèle ne doit pas comprendre.
C’est entre 2016 et 2018 que Valérie Saugera effectue une étude auprès d’environ 200 bouchers et bouchères traditionnels. À partir des interviews menés avec les derniers, elle décrit dans son article que l’un ou l'autre professionnelle ou professionnelle se sert de la fonction cryptique par exemple pour faire passer un morceau de viande avant un autre. Un boucher raconte :
« […] des fois, c’est bien de parler le louchébem, les clients ne comprennent pas pour les morceaux qu’il faut passer : lassépem le lorceaumik un peu lassirok[Passage problématique] (passe le morceau un peu rassis). »
C’est à partir de tels exemples que l’on remarque que toutes les personnes familières avec le louchébem n’utilisent pas la clé de cet argot de la même façon. Dans la citation ci-dessus, le locuteur a peut-être — si l'on suit la clé proposée par Lorédan Larchey — composé le mot lorceaumik par la procédure suivante : morceau + -lik = morceaulik ; ensuite il faut troquer le « m » avec le « l », ce qui égale lorceaumik. Il semble donc qu’il a renoncé à l’application du suffixe -lem en le remplaçant par -lik.
Un autre exemple qui témoigne de la fonction cryptique du louchébem est l’énonciation des prix de la viande que font les bouchers :
« Linksé, c’est cinq euros. »
Bien que cette fonction serve surtout à garder des informations essentielles entre eux, les bouchers et bouchères interviewés notent qu’il est essentiel de rester discret et de ne pas franchir les frontières de politesse vis-à-vis de la clientèle.

### Fonction identitaire
Parmi les bouchers traditionnels parisiens, le louchébem sert comme code de reconnaissance identitaire. Un boucher interviewé par Valérie Saugera explique :
« J’espère que ça restera toujours, ça fait partie de l’âme du boucher.»
Ce que décrit ici ce boucher ne témoigne pas uniquement d’une importance inter-individuelle du louchébem à l’intérieur de la corporation bouchère, mais également de l’importance intra-individuelle que comporte le louchébem pour un boucher individuel.
C’est surtout par l’utilisation même du louchébem que se manifeste la fonction identitaire et pas par des mots particuliers énoncés par les professionnels et professionnelles .

### Fonction ludique
En masquant des mots du français par leur propre code argotique, le louchébem permet aux bouchers de faire des blagues et utiliser des gros mots sans que quelqu’un qui ne doit pas les comprendre les comprenne. Valérie Saugera en cite par exemple des mots pour parler des femmes : les bouchers parlent ainsi des lifé (filles) ou des lamdé (dames), en jugeant sur leur beauté (« Elle est lombem (bonne) »).

## Usage

### Par les bouchers contemporains
Encore aujourd'hui les bouchers se servent du louchébem en communauté mais sa connaissance est fondée sur sa mémorisation plutôt que sur la connaissance de ses règles. Voici quelques exemples, même s'il n'est pas facile de décider, pour certains, s'ils ont été créés par des bouchers ou par d'autres argotiers : 
- argot = largomuche
- à poil = à loilpé
- bonjour = lonjourbem
- boucher = louchébem
- client = lienclès
- café = laféquès
- combien = lombienquès
- comprend = lomprenquès
- dame = lamdé
- (en) douce = (en) loucedé
- femme = lamfé
- fou = louf (loufoque, louftingue)
- gaffe (attention) = lafgué
- garçon = larsonquès
- gitan = litjoc
- gigot = ligogem
- maquereau = lacromuche
- merci = lercimuche
- monsieur = lesieumic
- morceau = lorsomic
- paquet → pacson = lacsonpem
- pardessus = lardeuss (lardeussupem)
- pardon = lardonpem
- parler = larlépem
- pas = dans le lap (dans l'expression lomprenquès dans le lap)
- patron = latronpem ou latronpuche
- porc = lorpic
- pourboire = lourboirpem
- putain (prostituée) = lutinpem
- sac = lacsé
- toqué = locdu[12]

### Le loucherbem dans les arts
Dans sa nouvelle édition de La Chanson des gueux en 1881, Jean Richepin, qui n'avait employé dans la première de 1876 qu'un mot du largonji régulier (loufoque), remanie un sous-ensemble de poèmes intitulé « L'égout » en un nouveau sous-ensemble intitulé « Au pays de Largonji », introduit ailleurs dans le recueil un autre mot d'un autre type de largonji (lampagne du cam pour campagne) et ajoute un « Glossaire argotique » final où un article est consacré au mot LARGONJI, avec mention du « largonji des louchersbem ou jargon des bouchers ».
On retrouve beaucoup de termes de largonji ou de louchébem dans la littérature d'Alphonse Boudard : « Je me retrouve ce soir avec les Lettres à l’Amazone de Remy de Gourmont. Ça ne m’en apprend pas lerchem [cher] sur l’Inde, les Hindous et les Clancul. Non, et je ne parviens pas à les lire, ses somptueuses bafouilles au cher Maître. » (La métamorphose des cloportes)
Dans la chanson Sale Argot du groupe de rap français IAM, sur la mixtape IAM Official Mixtape, le rappeur Akhénaton rappe un couplet entier en louchébem.
Dans son album Méfiez-vous des petites filles, Philippe Marlu interprète Lansonchouille, première chanson en louchébem du millénaire, écrite par Stéphane 'Léfanstouf' Moreau.
Raymond Queneau a également utilisé le loucherbem dans un texte du même nom dans son recueil Exercices de style, publié en 1947.
Dans son roman jeunesse Les Mystères de Larispem, Lucie Pierrat-Pajot met en scène une caste de bouchers ayant pris le pouvoir lors de la Commune de Paris pour former un état populiste, où aristocrates n'existent plus et tous vivent égaux. Dans ce Paris rétro-futuriste, le louchébem est couramment parlé, et l'autrice explique que c'est en apprenant l'existence de cette forme d'argot que lui est venue l'inspiration pour son livre.